# 乌伦杜尔佩泰
乌伦杜尔佩泰（Ulundurpettai），是印度泰米尔纳德邦Viluppuram县的一个城镇。总人口19251（2001年）。

## 人口
该地2001年总人口19251人，其中男性9706人，女性9545人；0—6岁人口2275人，其中男1132人，女1143人；识字率70.93%，其中男性为79.19%，女性为62.54%。